# 马里乌什·布瓦什恰克
马里乌什·布瓦什恰克（波蘭語：（[ˈmarʲjuʂ ˈbwaʂt͡ʂak]  试听），1969年9月19日—），波兰政治家、历史学家，地方政府代表，2018年1月9日起担任波兰国防部长。
2022年6月22日，总统安杰伊·杜达提名布瓦什恰克接替雅罗斯瓦夫·卡钦斯基担任波兰副总理。

## 荣誉

### 外国勋章奖章
- 一等功绩勋章（乌克兰，2022年8月23日公布[2]）